# Helcostizus microdon
Helcostizus microdon är en stekelart som beskrevs av Henry Keith Townes, Jr. 1983. Helcostizus microdon ingår i släktet Helcostizus och familjen brokparasitsteklar. Inga underarter finns listade i Catalogue of Life.